# Godless Savage Garden
Albums de Dimmu Borgir
Enthrone Darkness Triumphant Spiritual Black Dimensions
Godless Savage Garden est le nom d'un EP du groupe de black metal symphonique norvégien Dimmu Borgir.
Cet EP est paru en 1998 sur le label Nuclear Blast Records, réédité en 2006 avec deux pistes supplémentaires.
Il est composé de trois titres captés en public à Cracovie le 31 juillet 1998, de deux titres réenregistrés provenant originellement de l'album For All Tid, d'une reprise du groupe Accept et de deux titres inédits. Les deux chansons bonus de la rééditions de 2006 ont été captés en public à São Paulo le 24 avril 2004.
C'est également le dernier album où le claviériste Stian Aarstad jouera dans le groupe. Pour le dernier titre de la version originale (et pour les deux suivants dans sa version de 2006), le clavier est interprété par son successeur Mustis, qui a joué dans le groupe jusqu'en 2009.

## Composition du groupe
- Shagrath : Chant et guitare sur les titres 2 et 4
- Silenoz : Guitare
- Astennu : Guitare sur les titres 1, 3, 5 à 8
- Nagash : Basse et voix
- Tjodalv : Batterie
- Stian Aarstad : Claviers sur les titres 1 à 5
- Mustis : Claviers sur les titres 6 à 8

## Liste des morceaux
1. Moonchild Domain 5:25
2. Hunnerkongens Sorgsvarte Ferd Over Steppene 3:05
3. Chaos Without Prophecy 7:10
4. Raabjørn Speiler Draugheimens Skodde 5:03
5. Metal Heart (Reprise d'Accept) 4:40
6. Stormblåst (Live) 5:10
7. Master of Disharmony (Live) 4:27
8. In Death's Embrace (Live) 6:15
9. Spellbound By the Devil (Live) (Titre bonus) 4:45
10. Mourning Palace (Live) (Titre bonus) 5:57